# The Punisher: No Mercy
The Punisher: No Mercy — компьютерная игра в жанре шутера от первого лица, вышедшая 2 июля 2009 года эксклюзивно на PlayStation 3 и распространяемая через PSN.

## Игровой процесс
Игра представляет собой шутер от первого лица с четырьмя местами действия, включая Нью-Йорк, заводы и фабрики. Игрок может нести с собой всего лишь 3 вида оружия. Режим истории состоит из четырёх матчей, различающихся различными типами карт с различными режимами игры. В начале игрок должен выбрать режим, с которым он будет играть. Можно играть как локально, так и по сети интернет. Транспортными средствами игрок управлять не может. В игре вам встретятся как минимум 8 играбельных персонажей, которым присущи свои уникальные особенности. В одиночной игре некоторые художественные элементы были нарисованы Майклом Деодато.

## Персонажи

### Играбельныe
- Каратель
- Барракуда
- Бушвокер
- Джигсо
- Серебряный Соболь
- Микрочип
- Финн Кули
- Дженни Чезаре

### Неиграбельные
- Щ.И.Т.
  - Дум-Дум Дуган
  - Ник Фьюри

## Критика
| Сводный рейтинг | Сводный рейтинг |
| Агрегатор       | Оценка          |
| --------------- | --------------- |
| GameRankings    | 49,19 %         |

Gamespot оценил игру The Punisher: No Mercy в 4.5 балла из 10, критикуя короткую продолжительность и сложное усвоение. IGN поставил игре 4,2 балла из 10, сделав скромный вывод: «The Punisher: No Mercy — довольно плохая игра.» Однако журнал PlayStation Official Magazine UK, оценил игру в целых 7 баллов из 10: «В неё определённо можно играть, и своих семи фунтов игра стоит.» Thesixthaxis.com также написал об игре положительный обзор, поставив 8/10.